# Iwan Jewgrafowitsch Fjodorow
Iwan Jewgrafowitsch Fjodorow (russisch Ива́н Евгра́фович Фёдоров; * 23. Februar 1914 in Charkiw; † 12. Februar 2011 in Moskau) war ein Offizier und Pilot der sowjetischen Luftstreitkräfte, zuletzt im Rang eines Oberst. Er war der erste sowjetische Pilot, der die Schallgeschwindigkeit Mach 1 überschreiten konnte, und war Träger des Ehrentitels Held der Sowjetunion (Verleihung am 5. März 1948, Verleihungsnummer 8303).

## Leben
Fjodorow kämpfte als Pilot der Sowjetischen Luftstreitkräfte im Spanischen Bürgerkrieg, im Winterkrieg, im Zweiten Weltkrieg sowie im Koreakrieg.
Am 26. Dezember 1948 konnte er als erster sowjetischer Testpilot mit einer Lawotschkin La-176 während eines Sinkfluges aus einer Höhe von ca. 9.050 Metern/29.692 Fuß auf eine Höhe von ca. 6.000 Meter/19.685 Fuß die Schallgeschwindigkeit Mach 1 überschreiten. Während weiterer Tests Anfang Januar 1949 konnte Fjodorow diese Leistung sechs Mal wiederholen und Mach 1,02 erreichen. Man hatte anfangs angenommen, der Geschwindigkeitsmesser der Maschine funktioniere falsch.

## Auszeichnungen
- Held der Sowjetunion – № 8303 (1948)
- Lenin-Orden (1948)
- Alexander-Newski-Orden (1943)
- Rotbannerorden
- Orden des Vaterländischen Krieges I. und II. Klasse
- Orden des Roten Sterns[1]
- Medaillen, u. a.: 
  - Medaille „Für die Einnahme Königsbergs“
  - Medaille „Sieg über Deutschland“